# Заячківський Микола Остафійович
Мико́ла Остафійович Заячкі́вський (25 листопада 1870, Тишківці, нині Городенківський район — 11 лютого 1938, Львів) — український підприємець, економіст, меценат, громадський та кооперативний діяч.

## Життєпис

### Ранні роки
Народився 25 листопада 1870 року в Тишківцях, нині Городенківського району Івано-Франківської області, Україна (тоді Австро-Угорщина) у заможній сільській родині шляхетного походження. Батько, Остафій (Євстахій) син Івана, був секретарем ґміни і одночасно війтом Тишківців протягом чотирьох каденцій. Мати, Антоніна, донька о. Миколи Кисілевського, пароха с. Хлібичин Пільний, вмерла під час пологів, і Микола з моменту народження став сиротою. У 1871 році батько вдруге одружився з Климентиною Шухевич, проте взимку 1872 року, раптово захворівши, помер від «галопуючих сухот».
Змалку Микола виявив потяг до навчання. Але, рано залишившись круглим сиротою, ледь його не покинув. 1878 року здібного хлопця взяв на виховання місцевий греко-католицький священик Зенон Шухевич.
Успішно закінчивши сільську школу, Микола продовжив навчання у Коломийській гімназії. Вищу освіту здобув на теологічному факультеті Львівського та економічному факультеті Віденського університетів (останній закінчив у 1896 році з відзнакою).

### НапередодніІ світової війни

#### Громадська та підприємницька діяльність
Маючи багатьох друзів — діячів культури (Іван Франко, Олександр Колесса та інші) — розпочав свою діяльність також на культурній ниві. Був спершу референтом, а з 1900 року — директором українського театру при «Руській бесіді».
Чільний діяч громадських та економічних ініціатив, започаткованих Василем Нагірним. У 1901 році під егідою товариства «Народна Гостиниця» (створеного Нагірним) відкрив перший український готель на гірському курорті Микуличин і став його директором. Серед його перших постояльців були Богдан Лепкий та Василь Стефаник.
Довгий час Микола Заячківський був інспектором, а потім — головним директором іншого дітища Нагірного — «Народної торгівлі». У вересні 1910 року брав участь у Міжнародному кооперативному конґресі в Гамбурзі. З метою налагодження торговельних контактів із українською діаспорою їздив до Бразилії.
У 1913–1914 роках редагував часопис «Свобода» (друкований орган УНДО).

#### Меценатство
Допомагав українським літераторам, у 1898 році власним коштом видав збірку поезій «Мої листи» Василя Щурата. У 1903 році став одним із організаторів святкування 35-річного ювілею творчої діяльності Миколи Лисенка.
У 1910 році повністю профінансував видану у Львові першу україномовну кулінарну книгу-бестселер Леонтини Лучаківської «Домашна кухня. Як варити і печи». Через два роки у 1912 році побачив світ її другий ідентичний наклад. Львівська щоденна газета «Діло» ось так відгукнулася про вихід книги: «Се перша руська кухарська книжка, з якої кожда русинка може добре навчитися варити і печи найріжнорідніші страви на всі пори року, а до того дуже смачні і дешеві, і печи всякі смачні і також дешеві печива».

### Російський полон
У ніч на 18 лютого 1915 (під час окупації Галичини росіянами в період І світової війни) заарештований у Львові російською військовою адміністрацією і, як і ряд інших відомих українських діячів, як заручник вивезений до Сибіру. На засланні сильно підірвав здоров'я та мало не помер внаслідок запалення легень. Звільнений після Лютневої революції, у березні 1917 року приїхав до Києва.

### Київський період
Протягом 1917–1918 років — провідний діяч кооперативного руху на «Великій Україні». Був членом Галицько-Буковинського комітету допомоги жертвам війни при Українській Центральній Раді.

### 1920—1930 роки

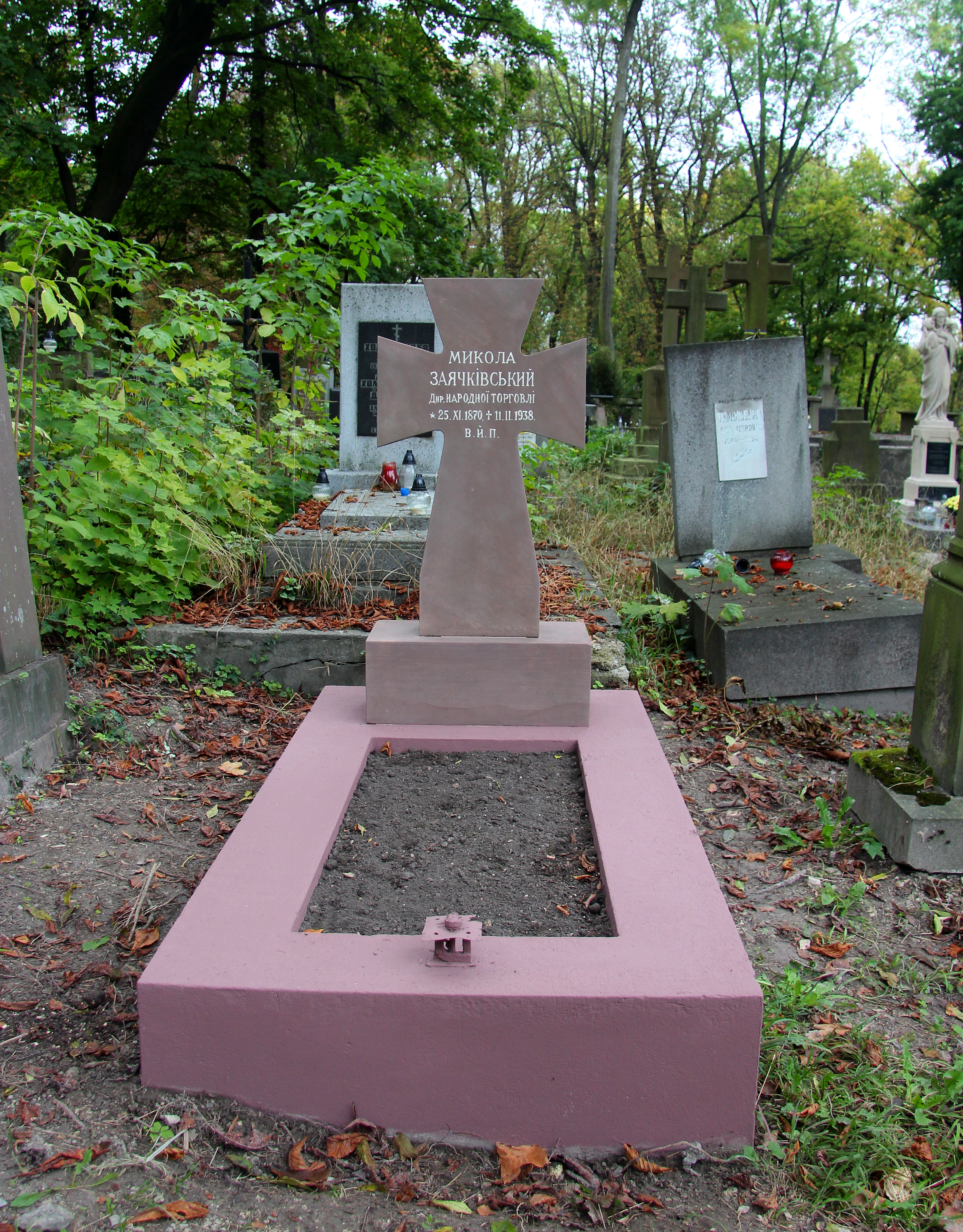
Могила Миколи Заячківського на Личаківському цвинтарі

Після повернення до Галичини далі керував «Народною торгівлею». В різний час очолював «Міщанське братство», товариство «Сокіл» (24 березня 1922 — 23 квітня 1933), «Товариство опіки над емігрантами». Член ради міста Львова, радник Торгово-промислової палати у Львові, почесний член Союзу українських купців.
Помер у Львові 11 лютого 1938 року. Похований на Личаківському цвинтарі, поле № 73. Надгробок на могилі нещодавно відремонтований дирекцією музею «Личаківський цвинтар».

## Цитати
|  | Щоби любити свій нарід, не треба не любити чужий нарід, любов, що живе у ненависті, не є любов… |